# Ваупес (річка)
Ваупес (ісп. Río Vaupés, порт. Rio Uaupés) — річка у Південній Америці на південному сході Колумбії, в департаментах Ґуавьяре і Ваупес та північному заході Бразилії в штаті Амазонас; права притока Ріу-Неґру. Належить до водного басейну Амазонки → Атлантичного океану.

## Географія
Річка починає свій витік на південному сході Колумбії, в передгір'ях Анд після злиття двох невеликих річок Унілла та Ітілла, поблизу міста Каламар, тече у східному напрямку, через плато Льянос по території департаментів Ґуавьяре та Ваупес Колумбії (845 км). Далі кордоном Колумбії та Бразилії (188 км). На території Бразилії річка відома під назвою Уаупес, тече штатом Амазонас (342 км) і впадає у річку Ріу-Негру, із правого берега.
Довжина річки становить близько 1 050 км, за іншими даними — 1 375 км. Площа басейну — 50 000 км². Середньорічний стік на станції Таракуа — 5 388 м³/с.
Живлення дощове. Період повені триває із січня по червень. Водний максимум у травні-червні.

## Притоки
Річка Ваупес на своєму шляху приймає воду значної кількості приток, найбільші із них (від витоку до гирла):
- Унілла (ліва)
- Ітілла (права)

- Куерари (ліва, ~350 км)
- Папурі (права)
- Тікуйє (права, ~255 км)
- Куґуярі

## Гідрологія
Спостереження за водним режимом річки проводилось протягом 20 років (1977–1996) на станції в Таракуя, у штаті Амазонас. Середньорічна витрата води яка спостерігалася тут у цей період становила 5 388 м³/с для водного басейну 44 732 км², що складає 89,5% від загальної площі басейну річки. За період спостереження, абсолютний мінімальний щомісячний стік становив 270 м³/с (у лютому 1992 року), мінімальний середньомісячний — 1 946 м³/с (у грудні), в той час як абсолютний максимальний щомісячний — склав 130 739 м³/с (у червні 1977 року), а максимальний середньомісячний — 10 753 м³/с (у червні).
На графіку приведено показники середньомісячної витрати води річки Ваупес за 20 років (1977–1996) на станції в Таракуя, м³/с:

## Населені пункти
- на території Колумбії:
  - Мірафлорес, Пуерто-Сільванія, Санта-Роза, Тукуна, Міту
- на території Бразилії:
  - Парана-Жука, Тулука, Сан-Жоакім